# 诺德基兴
诺德基兴（德語：Nordkirchen，發音：[nɔʁtˈkɪʁçn̩]）是德国北莱茵-威斯特法伦州明斯特行政区科斯费尔德县的市镇，面积52.41平方千米，2023年12月31日人口为10,534人。